# Lo Pont de Barret
Pont de Barret (en francès Pont-de-Barret) és un municipi francès situat al departament de la Droma i a la regió d'Alvèrnia-Roine-Alps. L'any 2007 tenia 541 habitants.

## Demografia

### Població
El 2007 la població de fet de Pont-de-Barret era de 541 persones. Hi havia 228 famílies de les quals 71 eren unipersonals (24 homes vivint sols i 47 dones vivint soles), 59 parelles sense fills, 71 parelles amb fills i 27 famílies monoparentals amb fills.
La població ha evolucionat segons el següent gràfic:
Habitants censats

### Habitatges
El 2007 hi havia 320 habitatges, 233 eren l'habitatge principal de la família, 67 eren segones residències i 20 estaven desocupats. 278 eren cases i 41 eren apartaments. Dels 233 habitatges principals, 163 estaven ocupats pels seus propietaris, 63 estaven llogats i ocupats pels llogaters i 7 estaven cedits a títol gratuït; 2 tenien una cambra, 15 en tenien dues, 29 en tenien tres, 67 en tenien quatre i 120 en tenien cinc o més. 141 habitatges disposaven pel capbaix d'una plaça de pàrquing. A 113 habitatges hi havia un automòbil i a 104 n'hi havia dos o més.

### Piràmide de població
La piràmide de població per edats i sexe el 2009 era:
| Homes | Edats   | Dones |
| ----- | ------- | ----- |
| 0     | 95 o +  | 4     |
| 0     | 90 a 94 | 0     |
| 8     | 85 a 89 | 16    |
| 4     | 80 a 84 | 8     |
| 16    | 75 a 79 | 20    |
| 12    | 70 a 74 | 16    |
| 0     | 65 a 69 | 8     |
| 12    | 60 a 64 | 4     |
| 8     | 55 a 59 | 4     |
| 12    | 50 a 54 | 20    |
| 12    | 45 a 49 | 24    |
| 24    | 40 a 44 | 4     |
| 20    | 35 a 39 | 24    |
| 24    | 30 a 34 | 12    |
| 8     | 25 a 29 | 8     |
| 12    | 20 a 24 | 24    |
| 4     | 15 a 19 | 0     |
| 8     | 10 a 14 | 12    |
| 20    | 5 a 9   | 12    |
| 28    | 0 a 4   | 4     |

## Economia
El 2007 la població en edat de treballar era de 323 persones, 246 eren actives i 77 eren inactives. De les 246 persones actives 216 estaven ocupades (117 homes i 99 dones) i 30 estaven aturades (7 homes i 23 dones). De les 77 persones inactives 33 estaven jubilades, 15 estaven estudiant i 29 estaven classificades com a «altres inactius».

### Ingressos
El 2009 a Pont-de-Barret hi havia 241 unitats fiscals que integraven 591 persones, la mediana anual d'ingressos fiscals per persona era de 14.319 €.

### Activitats econòmiques
Dels 35 establiments que hi havia el 2007, 1 era d'una empresa extractiva, 1 d'una empresa alimentària, 2 d'empreses de fabricació d'altres productes industrials, 7 d'empreses de construcció, 2 d'empreses de comerç i reparació d'automòbils, 6 d'empreses d'hostatgeria i restauració, 1 d'una empresa d'informació i comunicació, 6 d'empreses de serveis i 9 d'entitats de l'administració pública.
Dels 10 establiments de servei als particulars que hi havia el 2009, 1 era un taller de reparació d'automòbils i de material agrícola, 3 paletes, 1 guixaire pintor, 1 lampisteria, 1 electricista, 1 empresa de construcció i 2 restaurants.
Dels 2 establiments comercials que hi havia el 2009, 1 era una botiga de menys de 120 m² i 1 una fleca.
L'any 2000 a Pont-de-Barret hi havia 20 explotacions agrícoles que ocupaven un total de 590 hectàrees.

## Equipaments sanitaris i escolars
El 2009 hi havia una escola elemental integrada dins d'un grup escolar amb les comunes properes formant una escola dispersa.

## Poblacions més properes
El següent diagrama mostra les poblacions més properes.